# Calophasia platyptera
Calophasia platyptera (Esper 1788) је врста ноћног лептира (мољца) из породице Noctuidae.

## Распрострањење и станиште
C. platyptera је распрострањена у Европи (изузев северних делова), на Блиском истоку, у Мароку, Алжиру и Тунису. У Србији је ретка врста, до 2022. године забележена је на свега 6 УТМ поља 10x10 км. Може се срести на стаништима са мало влаге, као што су сунчане стазе, мочваре, каменита станишта, итд.

## Опис
Предња крила су углавном пепељасте боје и имају не баш јасну плаво-сиву, браон-сиву или тамно сиву пругу. Задња крила су беличаста са смеђим нијансама, на спољној ивици имају ресе. C. platyptera има карактеристичан чуперак на глави и абдомену. Глава и габдомен су исте боје као и предња крила, док је стомак светлији као и задња крила. Карактеристични су чуперци на глави и грудима. Распон крила је од 24 до 32 mm. Обично има две генерације годишње, али у топлијим јужним крајевима може имати и трећу. Лептир лети од априла до јуна у првој генерацији и између јула и августа у другој. Евентуална трећа генерација се развија између августа и септембра. Гусенице имају сиво-белу основну боју тела са жутим и црним уздужним сегментима и бочним црним тачкама. Гусеница је полифагна - храни се различитим биљкама из родова Linaria и Antirrhinum. Презимљава у стадијуму лутке.

## Галерија
- лептир
- гусеница
- лутка